# San Román de Basa
San Román de Basa – opuszczona miejscowość w Hiszpanii, w Aragonii, w prowincji Huesca, w comarce Alto Gállego, w gminie Sabiñánigo.
Według danych INE z 1999 roku miejscowości nie zamieszkiwała żadna osoba. Wysokość bezwzględna miejscowości jest równa 970 metrów.